# Чжу Цзюнь
Чжу Цзюнь (кит. трад. 朱儁, упр. 朱俊, пиньинь Zhū Jùn, ? — 195), взрослое имя Гунвэй (кит. трад. 公偉) — государственный деятель и полководец Империи Хань.

## Биография
Чжу Цзюнь родился в области Куайцзи, которая располагалась на юго-восточной окраине страны. Его отец умер, ещё когда он был молод, и его мать торговала шёлком. Чжу Цзюня уважали за сыновью почтительность и щедрость.
Чжу Цзюнь был служащим в своём уезде, и там его заметил начальник уезда Ду Шан. По его рекомендации он был переведён в областной штат. Чжу Цзюнь провёл там следующие 20 лет и был «регистратором» (主簿) при правителе области Инь Дуане. В 173 году Инь Дуань не смог подавить религиозное восстание Сюй Чана, который провозгласил себя «Императором сияния ян». Последователи Сюй Чана опустошили область, и восстание было подавлено только в следующем году с вмешательством войск провинции Янчжоу, в которую входила область Куайцзи. Рапорт о неудаче Инь Дуаня был отправлен в столицу, и Иню грозила казнь. Чжу Цзюнь поспешил следом и использовал взятки, чтобы изменить содержание рапорта. Инь Дуань был рад, что отделался каторгой, но Чжу Цзюнь оставил свои действия в секрете.
Чжу Цзюнь был номинирован «почтительным и неподкупным» (孝廉) и был назначен начальником уезда Дунхай. Его превосходное управление было отмечено, и в 181 году его назначили инспектором южной провинции Цзяочжи, чтобы он подавил восстание Лян Луна. Он набрал войска в своей родной провинции Куайцзи и с 5 тысячами солдат прибыл на юг. Сначала он отправил шпионов на разведку, и только потом стал продвигаться вперёд. Он убил правителя области Цанъу — Чэнь Шао, который действовал заодно с восставшими. После этого Чжу Цзюнь призвал себе на помощь лояльные правительству войска и чиновников, и за несколько недель был наведён порядок. Мятежники сдались, а их лидер Лян Лун казнён. Чжу Цзюн был награждён, пожалован титулом и получил должность «увещевающего советника» (諫議大夫) при дворе.
Когда в 184 году вспыхнуло восстание жёлтых повязок, Чжу Цзюнь и Хуанфу Сун получили по 20 тысяч солдат и отправлены против повстанцев на юге. Чжу Цзюнь был назначен «правым генералом Двора» (右中郎將), а Хуанфу Сун «левым генералом Двора» (左中郎將). Несмотря на неудичи вначале, уже к осени им удалось замирить области Инчуань, Жунань и Чэнь. В награду Чжу Цзюнь был повышен титуле, а доход его владений увеличен. После этого его отправили в область Наньян, где жёлтые убили правителя Чу Гуна и заняли столицу области — Вань. Чжу Цзюнь соединился с лояльными войсками и осадил город. Осада затянулась на несколько месяцев, и его собирались отозвать, но в его защиту выступил Чжан Вэнь, и Чжу Цзюню оставили командование. Чжу Цзюнь отразил несколько вылазок противника, а потом с помощью отвлекающей атаки взял город штурмом. Мятежники укрылись в крепости и хотели вести переговоры о сдаче, но Чжу Цзюнь отказал. После нескольких неудачных лобовых атак Чжу Цзюнь отошёл так, чтобы дать осаждённым путь к бегству. Когда они вышли, он их настиг и истребил, а потом уничтожил всех оставшихся в Ване.
В начале 185 года Чжу Цзюнь был назначен «правым генералом колесниц и кавалерии» (右車騎將軍). Он также стал «советником Двора» (光祿大夫), но покинул должность, когда умерла его мать. Впоследствии он занимал должности «придворного архитектора» (將作大匠), «дворцового казначея» (少府) и «императорского конюшего» (太僕), а потом назначен главой области Хэнэй. Он должен был возглавить частные армии и разобраться с Чжан Янем и другими бандитами с Чёрных Гор. Успех был лишь частичный — уничтожить бандитов не удалось, и Чжан Янь был формально принят на государственную службу. После восстания жёлтых повязок в стране действовало множество вооружённых группировок, и правительство уже не могло их обуздать. После возвращения в столицу Чжу Цзюнь снова стал «советником Двора» (光祿大夫), а потом был «полковником» (校尉) в Северной армии, после чего «полковником городских врат» (城門校尉).
Чжу Цзюнь был «интендантом» (尹) области Хэнань, когда Дун Чжо захватил власть в столице. Дун Чжо хотел сделать Чжу Цзюня своим главным помощником, но Чжу отказался. Чжу Цзюнь также возражал против переноса столицы в Чанъань. Дун Чжо всё же перенёс столицу на запад и оставил Чжу Цзюня управлять Лояном. Тогда Чжу Цзюнь перешёл на сторону коалиции против Дун Чжо и прогнал Ян И, которого Дун Чжо отправил на замену Чжу Цзюню. Чжу Цзюнь покинул сожжённый и заброшенный Лоян и обосновался в Хэнани, где стал собирать войска и поддержку для дальнейшего противостояния Дун Чжо. Он получил помощь от Тао Цяня, но в 192 году Ли Цзюэ и Го Сы разбили его, после чего опустошили Инчуань и Чэньлю.
Когда Дун Чжо был убит, Тао Цянь и другие убеждали Чжу Цзюня принять должность «великого наставника» (太師) и возглавить поход против Ли Цзюэ и Го Сы, чтобы освободить императора. Чжу Цзюнь, однако, откликнулся на призыв режима Ли Цзюэ, который назначил его «императорским конюшим» (太僕) и отправился в Чанъань. В 193 году он стал «главным воеводой» (太尉), но в следующем году покинул должность после затмения.
В 195 году конфликт между Ли Цзюэ и Го Сы перерос в войну прямо на улицах столицы. Император Сянь-ди отправил Чжу Цзюня вместе с другими к Го Сы, чтобы убедить его пойти на перемирие, но Го Сы взял послов в заложники. Чжу Цзюнь, находясь в таком положении, заболел и умер.